# Fresh Fruit for Rotting Vegetables
Fresh Fruit for Rotting Vegetables — дебютный студийный альбом американской панк-рок-группы Dead Kennedys. Первоначально лонгплей был выпущен в Соединённом Королевстве (2 сентября 1980 года на лейбле Cherry Red Records), после чего последовал релиз в США (на собственном лейбле группы Jello Biafra Alternative Tentacles). Это единственная пластинка Dead Kennedys в записи которой участвовали барабанщик Брюс Слезингер и гитарист Карлос Кадон.
Fresh Fruit for Rotting Vegetables занял 40-е место в списке «40 величайших панк-альбомов всех времён по версии журнала Rolling Stone».

## Создание
В качестве обложки альбома была использована фотография с несколькими горящими полицейскими машинами, сделанная во время бунта Белой ночи. Протесты стали следствием общественного резонанса вызванного лёгким приговором вынесенном бывшему городскому надзирателю Сан-Франциско Дэну Уайту за убийство мэра Джорджа Москоне и активиста Харви Милка. Когда Джелло Биафра баллотировался на пост мэра, одним из пунктов его предвыборной программы было возведение статуи Уайту, а также наличие поблизости яиц, помидоров и камней, чтобы её можно было ими забросать.
В ретроспективном обзоре Джон Янг из Trouser Press счёл, что стиль и содержание альбома заимствованы у Sex Pistols и «будут звучать устаревшим для тех, кто следит за трендами», однако рецензент отметил, что, возможно, альбом «является единственным легитимным дополнением к „Never Mind the Bollocks“». Янг пришёл к выводу, что альбом «во многом так хорош благодаря Джелло Биафра, самобытному и замечательному вокалисту», который «преуспевает передаче в экстремальных настроений». Энди Гилл из NME сравнил альбом с музыкой британской панк-группы U.K. Subs, написав, что Dead Kennedys «едва ли сильно отличаются от них, только умнее, как в музыкальном, так и в интеллектуальном плане… Несмотря на понимание [группой] динамики и их аккуратные аранжировки, на самом деле здесь есть только один трек, который эффективно использует их особенности и приёмы, это „Holiday in Cambodia“, уже доступный в виде сингла, и, вероятно, это самая большая (музыкальная) причина для присутствия альбома в чартах». Музыкальный критик газеты The Village Voice Роберт Кристгау заявил, что считает Биафру плохим вокалистом, сравнив его пение с Крошкой Тимом.
Альбом был включён в музыкальный альманах «1001 альбом, который вы должны услышать, прежде чем умереть». В 2013 году журнал NME поставил его на 365-е место в своём списке «500 величайших альбомов всех времён».

## Варианты издания
- На задней обложке оригинального альбома была размещена фотография старой лаунж-группы под названием Sounds of Sunshine[англ.] с логотипом Dead Kennedys, наклеенным на ударную установку, и «весёлыми роджерами», прикреплёнными к инструментам. Фотография, найденная Флуридом[англ.] на барахолке[21], не имела каких-либо опознавательных знаков и была использована группой, потому что они сочли её «весёлой». Каким-то образом Уорнер Уайлдер, бывший вокалист группы (к тому моменту уже распавшейся), узнал о фотографии и пригрозил Dead Kennedys судом[22]. Задняя обложка была перепечатана с убранными головами музыкантов, однако этот вариант неудовлетворил Sounds of Sunshine. В итоге Dead Kennedys использовали совершенно другую фотографию, изображающую четырёх стариков в гостиной (с маскотом группы, Alternative Tentacles, наклеенным поверх иллюстрации)[23]. В 2002 году состоялся релиз переиздания альбома силами лейбла Cleopatra Records — его обложка содержала оригинальное изображение лаунж-бэнда без головы[24]. Спустя три года фирмами Cherry Red и Manifesto Records было выпущено ещё одно переиздание Fresh Fruit for Rotting Vegetables (под заголовком «Deluxe Reissue»), по случаю 25-летнего юбилея записи, в нём использовалась фотография стариков, но с логотипом Dead Kennedys, вместо Alternative Tentacles[25][26].
- Ранние тиражи лейбла IRS печатались c ярко-оранжевой обложкой и чёрными буквами[27]. Вскоре этот вариант был забракован группой. Согласно интервью Биафра журналу Goldmine в конце 1980-х, боссы IRS сказали группе, что хотят чтобы местный вариант отличался от импортного (Cherry Red Records), на что музыкант заявил: «Она хуже оригинала — верните всё как было!»[23]. В 1981 году, во время выступления Dead Kennedys в вашингтонском клубе 9:30[англ.], Биафра обратился к публике со словами: «Некоторые из вас пали так низко, что приобрели наш замечательный альбом, даже с дерьмовой оранжевой обложкой в диснейлендском стиле. [Знайте] этот цвет был не нашей идеей»[21].
- IRS Faulty Products (дочерняя компания IRS), выпускающая альбом до перехода прав к лейблу Alternative Tentacles, добавила в середину первой стороны пластинки песню «Police Truck», между композициями «Let’s Lynch the Landlord» и «Drug Me»[28].
- Некоторые виниловые тиражи выпущенные лейблом Cherry Red содержали дополнительную композицию — «Too Drunk to Fuck», в конце первой стороны[29].
- На рынках Италии, Испании и Португалии в ходу были пиратские тиражи альбома (а также следующих двух релизов Dead Kennedys — In God We Trust, Inc.[англ.] и Plastic Surgery Disasters[англ.]). По словам Биафры, эти тиражи были изготовлены кем-то, кто забрали себе мастер-копии у обанкротившихся итальянских лицензиатов. Выпустив «штамповки качества Clorox», как описал их Биафра. Дистрибьюторы-однодневки продавали контрафакт в музыкальные магазины, которые, по словам Биафры, были «слишком высокомерными», чтобы иметь дело с независимыми дистрибьюторами, с которыми сотрудничали Alternative Tentacles[23].
- На торце обложки ранних тиражей альбома (напечатанных Alternative Tentacles, а также Cherry Red) содержалась надпись «Ну?? Кто такая мозговая полиция???» — что являлось отсылкой к песне «Who Are the Brain Police?» группы Mothers of Invention[27].

## Список композиций
Слова и музыка всех песен — написаны Джелло Биафрой, за исключением отмеченных..
| №  | Название                   | Автор(ы)                                   | Длительность |
| -- | -------------------------- | ------------------------------------------ | ------------ |
| 1. | «Kill the Poor»            | музыка: Биафра, Ист Бэй Рэй; текст: Биафра | 3:07         |
| 2. | «Forward to Death»         | 6025                                       | 1:23         |
| 3. | «When Ya Get Drafted»      |                                            | 1:23         |
| 4. | «Let’s Lynch the Landlord» |                                            | 2:13         |
| 5. | «Drug Me»                  |                                            | 1:56         |
| 6. | «Your Emotions»            | Рэй                                        | 1:20         |
| 7. | «Chemical Warfare»         |                                            | 2:55         |

| №                   | Название                                      | Автор(ы)                                                              | Длительность |
| ------------------- | --------------------------------------------- | --------------------------------------------------------------------- | ------------ |
| 1.                  | «California über alles»                       | музыка: Биафра, Джон Гринуэй; текст: Биафра                           | 3:03         |
| 2.                  | «I Kill Children»                             |                                                                       | 2:04         |
| 3.                  | «Stealing People’s Mail»                      |                                                                       | 1:34         |
| 4.                  | «Funland at the Beach»                        |                                                                       | 1:49         |
| 5.                  | «Ill in the Head»                             | музыка: 6025; текст: Биафра                                           | 2:46         |
| 6.                  | «Holiday in Cambodia»                         | музыка: Dead Kennedys (Слезингер, Рэй, Биафра, Флурид); текст: Биафра | 4:37         |
| 7.                  | «Viva Las Vegas» (кавер-версия Элвиса Пресли) | Док Помус, Морт Шуман                                                 | 2:42         |
| Общая длительность: | Общая длительность:                           | Общая длительность:                                                   | 33:06        |

## Fresh Fruit for Rotting Eyeballs
«Fresh Fruit for Rotting Eyeballs» — сопроводительный 55-минутный документальный фильм режиссёра Эрика С. Гудфилда, который включён в юбилейное переиздание Fresh Fruit for Rotting Vegetables. В нём представлена краткая история первых лет существования группы — до их дебютного британского турне, отрывки ранее не публиковавшихся концертных выступлений, интервью с Клаусом Флорайдом и Ист Бэй Рэем, комментарии музыкальных журналистов и мнения ключевых людей, участвовавших в записи Fresh Fruit for Rotting Vegetables. В фильме отсутствуют информация об истоках песен, в контексте которых мог бы упоминаться Биафра, хотя подчёркивается его баллотирование на пост мэра в 1979 году.

## Участники записи
| Dead Kennedys - Джелло Биафра — ведущий вокал - Ист Бэй Рэй — гитара - Клаус Флурид — бас, бэк-вокал - Тед — ударные Дополнительные музыканты - 6025 — ритм-гитара на «Ill in the Head» - Пол Ресслер — клавишные в песнях «Drug Me» и «Stealing People’s Mail» - Ниночка (Тереза Содер) — клавишные в «Drug Me», бэк-вокал в песне «Chemical Warfare». - Дирк Дирксен — бэк-вокал в песне «Chemical Warfare» - Бобби Анрест — бэк-вокал в песне «Chemical Warfare». - Майкл Синдер — бэк-вокал в песне «Chemical Warfare». - Брюс Колдервуд (Bruce Loose) — бэк-вокал в песне «Chemical Warfare». - Барбара Хеллбент — бэк-вокал в песне «Chemical Warfare». - ХиДжин — бэк-вокал на песне «Chemical Warfare» - Курт — бэк-вокал в песне «Chemical Warfare». - Чи Чи — бэк-вокал в песне «Chemical Warfare». | Технический персонал - Норма — продюсер - Ист Бэй Рэй — продюсер - Оливер Дичикко и Джон Куниберти — звукорежиссёр, микширование - Кевин Меткалф; Пол Стаблбайн — мастеринг - Джудит Калсон — фотография на обложке - Уинстон Смит — оформление обложки - Энни Хорвуд — оформление обложки - Джелло Биафра — оформление обложки |  |

## Позиции в хит-парадах
| Хит-парад (1980)                | Высшая позиция |
| ------------------------------- | -------------- |
| Австралия (Kent Music Report)   | 98             |
| Великобритания (UK Indie Chart) | 2              |

## Сертификация
В 2010 году Ассоциация независимых музыкальных компаний присвоила альбому «бриллиантовый» статус, что свидетельствует о продажах не менее 250 000 копий на территории Европы.

| Регион                                                      | Сертификация | Продажи  |
| ----------------------------------------------------------- | ------------ | -------- |
| Великобритания (BPI)                                        | Золотой      | 100 000^ |
| ^ Данные о тиражах приведены только на основе сертификации. |              |          |